# Demagogija
Demagogija je metoda kojom se služi demagog; podrazumijeva obmanjivanje lažnim izjavama i obećanjima kako bi poticala strahove publike, izazivala mržnju, pohlepu i paranoju.
Demagog je, povijesno gledano, u staroj Grčkoj bio pučki govornik koji je nastupao kao predstavnik naroda. Danas se odnosi na osobu, uglavnom političara, koja lažnim obećanjima, spektakularnim optužbama i sijanjem iluzija stječe povjerenje širokih masa i upravlja njihovim ponašanjem. Prilog demagoški odnosi se na nešto što je lažno i namjerno obmanjivačko.

## Metode
Metode koje ne uključuju narušavanje logike
- Poluistine
- Lažni autoritet

Metode koje uključuju narušavanje logike
- Lažna dilema
- Demoniziranje
- "Čovjek od slame"
- Prejudicirano pitanje

Argumenti nepovezani s diskusijom
- Nepovezane činjenice
- Emotivni priziv

Ideolozi fašizma i nacionalsocijalizma nazivali su svoje demagoške metode političkom propagandom, a predstavnici socijalističkih i komunističkih ideologija nazivali su svoje djelovanje agitacijom.
U obliku govora mržnje, ona se smatra u većini država kaznenim djelom.

## Vanjske poveznice
- demagogija Hrvatska enciklopedija. LZMK